# Na Moral (programa de televisão)
Na Moral foi um programa de televisão brasileiro produzido pela TV Globo e exibido de 5 de julho de 2012 a 14 de agosto de 2014 e apresentado por Pedro Bial. O programa contava com a participação de três pessoas que comentam determinado assunto, uma platéia com 50 pessoas e um DJ. Teve a primeira temporada concluída em 30 de agosto de 2012, dando lugar ao programa Amor & Sexo; a segunda temporada estreou dia 4 de julho de 2013 após Saramandaia contando com 13 episódios; e a terceira e última estreou em 3 de julho de 2014, e teve seu desfecho exibido em 14 de agosto, após O Rebu.
Um spin-off do programa estreou em 2017, com o título de Conversa com Bial, também do gênero "talk show" e com apresentação de Pedro Bial.

## Avaliação em retrospecto
Pedro Willmersdorf do Jornal do Brasil comentou a primeira exibição do programa, segundo ele tanto o programa apresentado por Pedro Bial quanto o programa Encontro com Fátima Bernardes possuem padrões impostos pela própria emissora, comprometendo a profundidade nos assuntos abordados. Mauricio Stycer do portal Universo Online (UOL) comentou sobre a segunda temporada da atração, ele disse que o programa leva para o palco assuntos delicados com a dificuldade de fazer com que o auditório e o telespectador mude a opinião em um debate de três minutos. Mauricio elogiou a edição a produção e os temas que não tem a "pretensão de solucioná-los".

## Controvérsias
Em notícia a colunista do Folha de S. Paulo, Mônica Bergamo anunciou que Leandro Karam apresentador de um programa de nome homônimo desde 2003 no Paraná acusou a TV Globo de plágio. Em resposta a emissora comunicou que a marca é pertencente a uma produtora do Rio de Janeiro.
Para a realização do segundo programa, que tratou do tema privacidade, o programa foi acusado de invasão de privacidade ao obter imagens de câmeras de segurança de um prédio residencial em São Paulo. Em nota, a TV Globo disse que o uso todas as imagens no programa foi autorizado pelos moradores.

## Audiência
Na estreia da primeira temporada do programa em 5 de julho de 2012 marcou 12 pontos de média. Já na estreia da segunda temporada o programa marcou apenas 8 pontos, perdendo a liderança para o reality show A Fazenda da RecordTV. Os episódios seguintes apresentaram crescimento nos índices, garantido a liderança a TV Globo.